# Interstate Cadet
El Interstate Cadet fue un avión ligero estadounidense, monoplano monomotor de ala alta y dos asientos en tándem. Se produjeron alrededor de 320 de estos aviones entre los años 1941 y 1942, por la Interstate Aircraft and Engineering Corporation, basada en El Segundo, California. Las técnicas de construcción empleadas fueron un fuselaje de tubos de acero soldados, estructura alar de madera (picea) con costillas metálicas, y recubrimiento de tela, siendo todo bastante estándar en los años 40 del siglo XX.
Un Interstate Cadet, volado por la aviadora Cornelia Fort y un estudiante anónimo, fue uno de los primeros aviones (si no el primero) en ser atacado por los aviones navales japoneses del IJNAS en su ruta de ataque a Pearl Harbor el 7 de diciembre de 1941.

## Diseño y desarrollo
La versión original, el prototipo S1, estaba propulsado por el motor Continental A50 de 50 hp, pero pronto fue mejorado con el motor Continental A65 y redesignado como S1-A-65F. Aquel era un motor común usado en muchos pequeños aviones biplaza estadounidenses de la época. Este avión sería utilizado en la Segunda Guerra Mundial bajo la designación L-6A.
En 1945, los derechos del avión fueron vendidos a la Harlow Aircraft Company, que a su vez revendió los herrajes y partes a la Call Aircraft Company de Afton, Wyoming, en 1946, por 5000 dólares. Callair reconstruyó cierta cantidad de S-1, S-1A y L-6, algunos con mejoras de motor, para rancheros locales y pilotos de zonas remotas, y también dos ejemplares de su modelo propio CallAir S-1A-90C, antes de detener la producción.
Una razón por la que pudo no venderse bien fue que el avión costaba casi tres veces la cantidad del comparable Piper J-3 Cub. Sin embargo, una mirada cercana a los dos aviones revela que el Cadet era más rápido, más fuerte, y podía ser operado en un ambiente más rudo con su sistema de suspensión de soporte de aceite/muelle de compresión. Las mejoras más populares para esta célula incluían motores mayores (75/85/90/100 hp), mejores frenos y un sistema de rueda de cola diferente.
A finales de los años 60, los certificados de tipo y los herrajes fueron comprados por la recién formada Arctic Aircraft Company, que transformó el S-1B1 en un avión de zonas remotas mejorando elementos estructurales del fuselaje, del tren de aterrizaje y de las alas. El avión fue designado S-1B2, usaba un motor Lycoming O-320 de 160 hp y una hélice McCauley para unas prestaciones aumentadas, y fue certificado en 1975 como Arctic Tern. La nueva certificación de tipo también cubría la instalación del mismo motor en los, por lo demás estándares, Interstate Cadet.

## Variantes

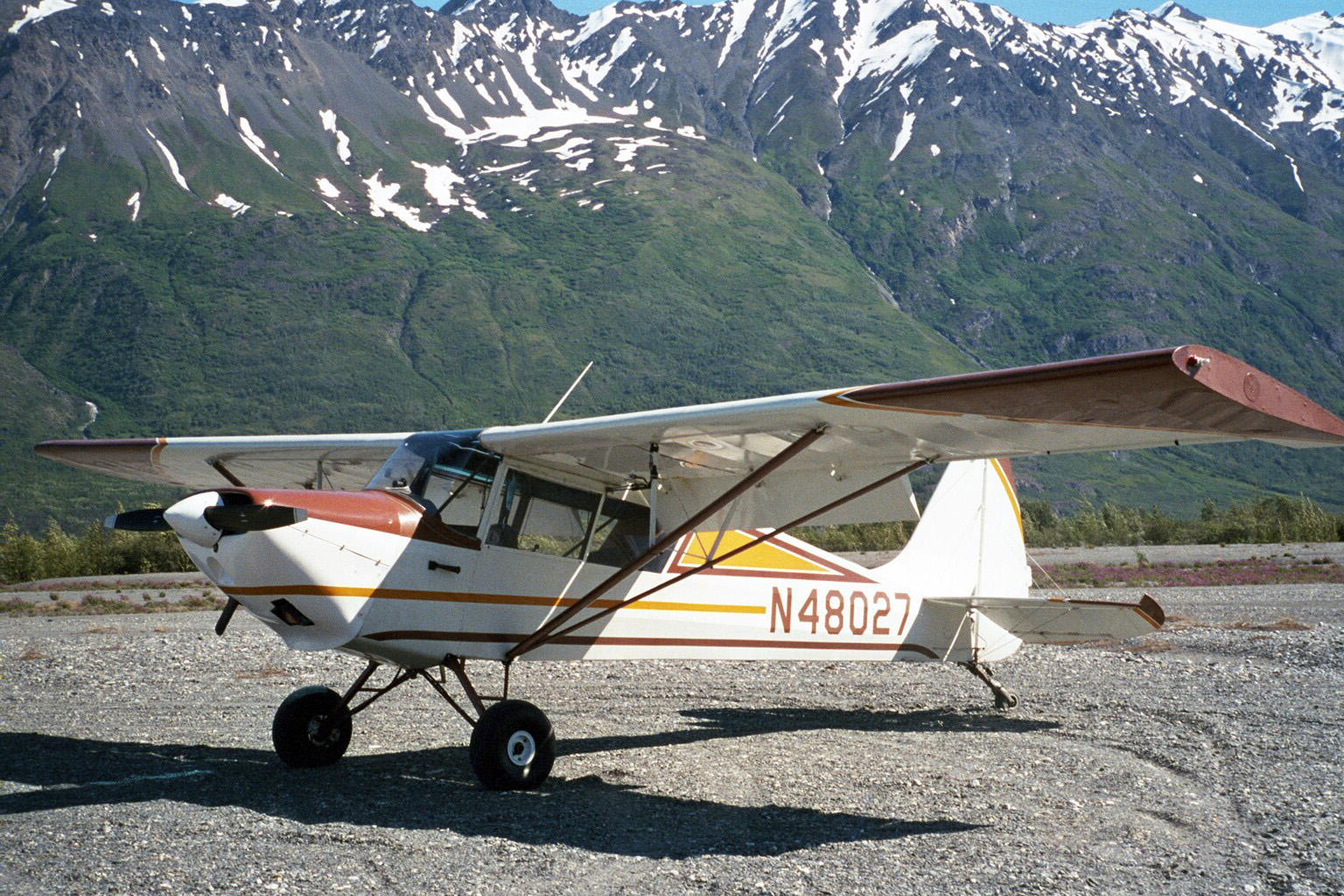
Un tardío S-1B2 Arctic Tern.

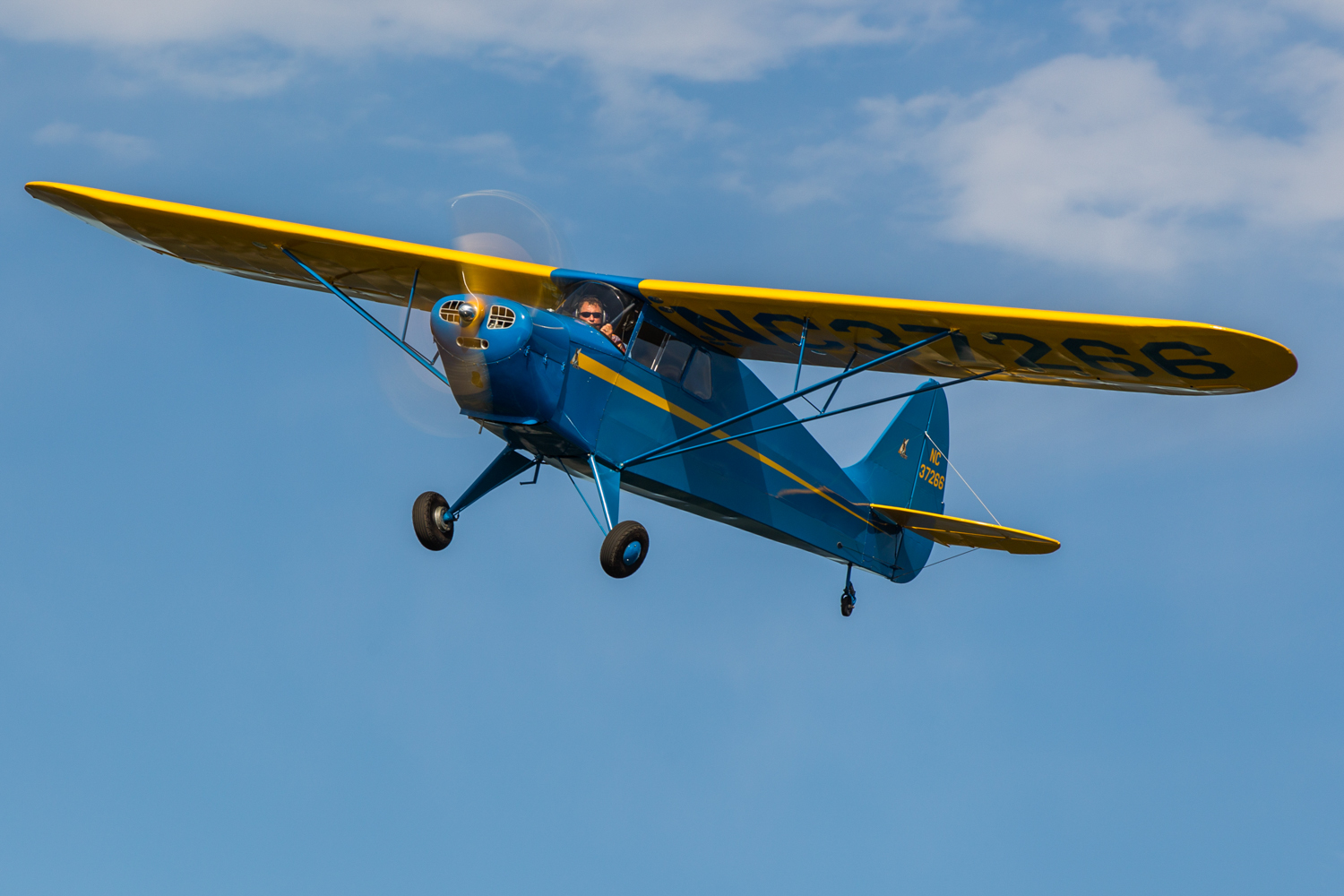
Interstate Cadet S-1A.

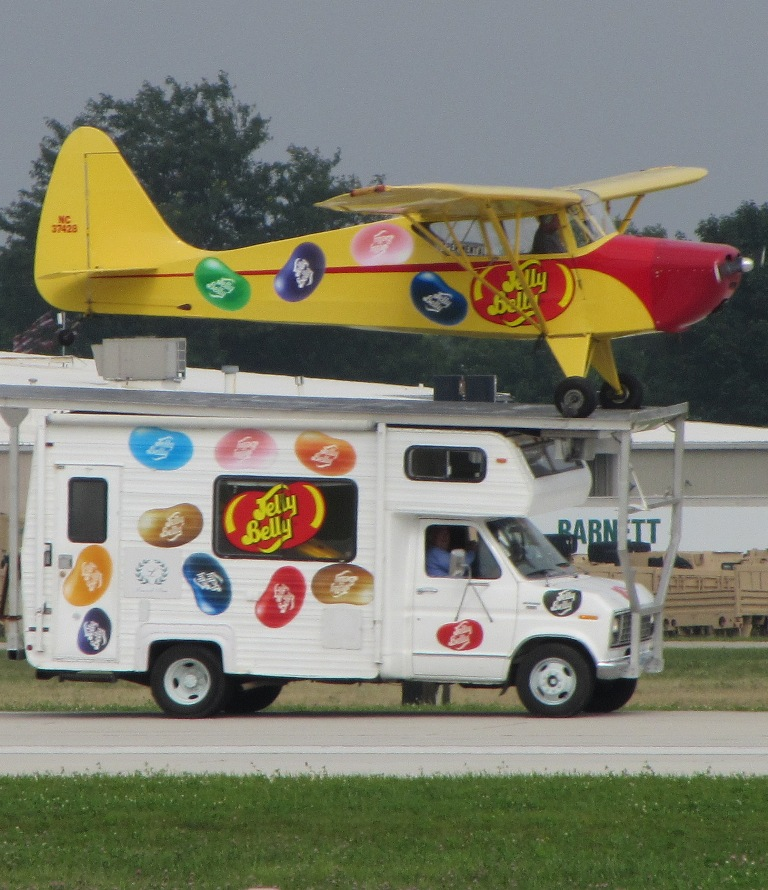
Aterrizaje sobre techo de un Interstate S-1A-65F Cadet.

S-1
Certificado en 1940 y propulsado por un motor Continental A50-8.
S-1A
Certificado en 1941 y propulsado por un motor Continental A65-8.
S-1A-65F
Variante de 1941 propulsada por un motor Franklin 4AC-176-B2 de 65 hp.
S-1A-85F
Variante de 1942 propulsada por un motor Franklin 4AC-199-D2 de 85 hp.
S-1A-90C
Variante de Callair de 1952 propulsada por un motor Continental C90-8. Solo dos construidos.
S-1A-90F
Variante de 1942 propulsada por un motor Franklin 4AC-199-E2.
S-1B1
Variante de 1942 con motor Franklin 4ACG-199-H3. Producción militar como L-6 Grasshopper.
S-1B2 (Arctic Tern)
Variante mejorada del S-1B1 de 1975, propulsada por un motor Lycoming O-320-A2B o B2B.
XO-63 Grasshopper
Designación del Ejército de los Estados Unidos dada a un S-1B en evaluación, más tarde redesignado XL-6.
L-6A Grasshopper
Designación del Ejército de los Estados Unidos dada al S-1B1, 250 construidos.
L-8A Cadet
Designación del Ejército de los Estados Unidos dada a ocho S-1A ordenados en nombre de la Fuerza Aérea Boliviana.

## Especificaciones (S-1B1)

### Características generales
- Tripulación: Dos (piloto y observador)
- Longitud: 7,1 m (23,4 ft)
- Envergadura: 10,8 m (35,5 ft)
- Altura: 2,1 m (6,9 ft)
- Peso vacío: 500 kg (1102 lb)
- Peso máximo al despegue: 748 kg (1648,6 lb)
- Planta motriz: 1× motor bóxer de cuatro cilindros refrigerado por aire Continental A65-8.
  - Potencia: 48 kW (66 HP; 65 CV)

### Rendimiento
- Velocidad máxima operativa (Vno): 183 km/h (114 MPH; 99 kt)
- Velocidad crucero (Vc): 169 km/h (105 MPH; 91 kt)
- Alcance: 869 km (469 nmi; 540 mi)
- Techo de vuelo: 5000 m (16 404 ft)

## Aeronaves relacionadas

### Desarrollos relacionados
- Arctic Tern

### Secuencias de designación
- Secuencia O-_ (Aviones de Observación del USAAC/USAAF, 1924-1942): ← O-60 - O-61 - O-62 - O-63
- Secuencia L-_ (Aviones de Enlace de las USAAF/USAF, 1942-1962): ← L-3 - L-4 - L-5 - L-6 - L-7 - L-8 - L-9 - L-10 - L-11 →